# Šur-Gel (Ardabilska pokrajina)
Šur-Gel (perz. شور گل) je slano jezero u Ardabilskoj pokrajini na sjeverozapadu Irana, oko 20 km istočno od Sareina odnosno 15 km južno od Ardabila. Smješteno je na istočnim obroncima brdskog lanca na nadmorskoj visini od 1480 m i njegova podloga magmatskog je podrijetla. Šur-Gel ima površinu do 20 ha, dubinu do 4,0 m i zapremninu do 400.000 m³. Izduženog je oblika i proteže duljinom od 1200 m u smjeru sjeveroistok−jugozapad odnosno širinom do 300 m. Jezero ima visok stupanj saliniteta i uz njegove obale nalaze se naslage soli. Vodom se opskrbljuje prvenstveno pomoću padalina i potočića koji nastaju proljetnim otapanjem snijega, a prilikom visokog vodostaja otječe prema sjeveroistoku pritokom Ardabil-Ruda koji pripada kaspijskom slijevu. Početkom 2010-ih godina na ovom je pritoku zbog navodnjavanja izgrađena Šur-Gelska brana kojom se planira podići vodostaj odnosno izmijeniti njegove limnološke osobine. Višestruko veće umjetno jezero podignuto je i oko 700 m južnije, također na jednom od pritoka Ardabil-Ruda. Najbliže naselje koje gravitira jezeru je Mula Ahmad, selo udaljeno 0,9 km prema sjeveru.

## Poveznice
- Zemljopis Irana
- Popis iranskih jezera